# Leie (departament)

Els departaments francesos als Països Baixos i Bèlgica actuals

El Departament del Leie (en francès Département de la Lys) era un departament francès de 1795 a 1815 al territori dels Països Baixos austríacs annexats per França, part occidental del Comtat de Flandes. El seu nom prové del riu Leie que es diu Lys en francès. Bruges n'era la capital.
El 1815, després de la desfeta de Napoleó a Waterloo, es va integrar al Regne Unit dels Països Baixos. Tot i mantenir les subdivisions administratives franceses, aquestGuillem I dels Països Baixos va canviar el nom en província de Flandes Occidental (West-Vlaanderen), mateix com ho va fer l'estat belga el 1830 fins avui.
El 1963, després de la fixació legal de la frontera lingüística belga, les fronteres van canviar per a la darrera vegada quan alguns municipis al sud passaren a la província d'Hainaut: els municipis de Mouscron i Comines-Warneton.